# Humor sobre los atentados del 11 de septiembre 2001
El humor acerca de los atentados del 11-S hace referencia a bromas, mofas o alusiones cómicas relacionadas al 11 de septiembre de 2001, cuando miembros de la red Al-Qaeda secuestró cuatro aviones en Estados Unidos para fines terroristas causando la muerte de 2,977 personas y la destrucción total de las Torres Gemelas del World Trade Center. Varios académicos han estudiado la forma en la que el humor se volvió un elemento para lidiar con el trauma causado en la población por el suceso, a través de chistes de humor negro en medios impresos, audiovisuales y videojuegos.
De igual forma, las menciones humorísticas en torno al acontecimiento causaron que la opinión pública se viera dividida sobre hasta que punto podían realizarse bromas que faltaran a la memoria de las víctimas. Esto causó fuerza mediante el lema: Too Soon! (por su traducción al español "Demasiado pronto"), frase utilizada por uno de los asistentes de un show privado de Gilbert Gottfried, después de que el comediante, durante uno de sus monólogos, se refiriera con humor al tema de aviones que se estrellan en edificios. Durante los siguientes meses al ataque, el tema de los atentados fue atendido con seriedad y carente de toda intención graciosa, por parte de los medios de comunicación. En la actualidad sin embargo, redes sociales han permitido que distintos usuarios realicen mofas sobre el tema.

## Bromas «inoportunas»

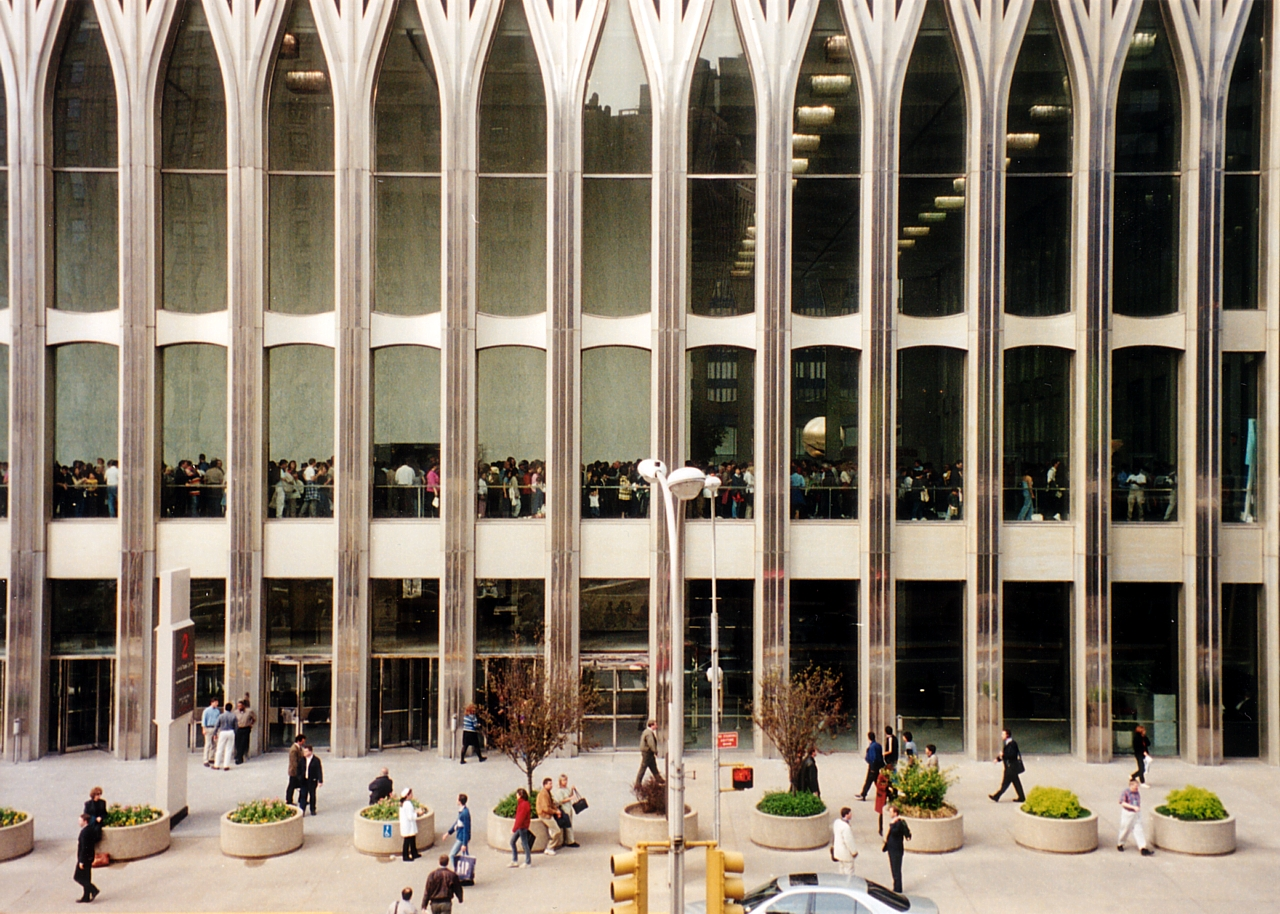
Entrada del World Trade Center original (1973-2001).

Tras los ataques, todas las referencias humorísticas sobre cualquier tema fueron retiradas de la programación de medios televisivos, radio e impresos, en parte porque la misma se vio modificada por la cobertura noticiosa. Por ende, los primeros chistes aparecieron a través del internet. De acuerdo a la profesora y socióloga Giselinde Kuipers, tan solo los primeros dos años posteriores a los atentados, contabilizó alrededor de 850 bromas en línea que hacían mención a los términos 11 de septiembre; Osama Bin Laden y guerra de Afganistán, únicamente en portales web de Holanda.
El periódico de sátira The Onion tuvo que suprimir la edición del martes 11 de septiembre de 2001 y en su lugar distribuyó un ejemplar edición de homenaje. La sociedad reaccionó positivamente a esta decisión. Incluso, los redactores habían incluido un solo chiste en el contenido de la revista mediante un encabezado que rezaba: "Estados Unidos está más fuerte que nunca, dicen los funcionarios del Pentagon Memorial". Al final terminaron autocensurando la frase cuando llegaron al consenso de que ese número en particular no debía denotar ninguna burla.
Semanas posteriores, durante un monólogo en el Friars Club de Hugh Hefner, el comediante Gilbert Gottfried bromeó diciendo ante su audiencia: «Tenía la intención de tomar un avión, pero no pude conseguir un vuelo directo porque  me dijeron que tenían que detenerse en el Empire State Building primero». Acto seguido los miembros del lugar comenzaron a silbar y abuchear al unísono a la par de que uno de ellos gritó desde su butaca: "Demasiado pronto". Ante la situación bochornosa, Gottfried abandonó sus líneas preparadas y optó por improvisar una nueva rutina, utilizando en ella la popular broma tabú denominada Los Aristócratas, recuperando así a la audiencia.
Con la misma suerte corrió la comediante Joan Rivers a quien Harold Schaitberger, Presidente de la Asociación Internacional de Bomberos, exigió una disculpa por sus comentarios hechos durante un programa de televisión británico. La conductora hizo una broma que se refería a las viudas de los bomberos muertos en los ataques, quienes, según Rivers, se sentirían decepcionadas si hubieran encontrado a sus maridos vivos, ya que se verían obligados a devolver el dinero que habían recibido en compensación por sus difuntos cónyuges.
El episodio The City of New York vs. Homer Simpson de la serie animada Los Simpsons dejó de emitirse durante alrededor de dos años consecuentes a los ataques. Tras regresar a la televisión, el productor Bill Oakley aseguró que existía una escena que había sido eliminada incluso antes del 11-S porque le había parecido "lamentable". Esta trataba acerca dos hombres discutiendo desde la Torre 1 y la Torre 2 en la que el hombre de la Torre 2 afirma «¡A los idiotas los mandan a la Torre 1!».
Las secuelas públicas perdurarían hasta varios años después, destacando como ejemplo a la película francesa The Prayers (2012) con Jean Dujardin, en la cual se retiró una escena en la que se veía a un hombre seduciendo a una mujer en su apartamento, mientras que por la ventana se veía al Vuelo 11 de American Airlines estrellarse contra la Torre Norte. El director de la cinta sin embargo, señalaría que esta secuencia fue suprimida porque no quería arruinar los chances de su producción para participar en los Premios Oscar. Finalmente aún sin la escena la película no pasó ni siquiera los cortes de la Academia de Cine.
En el 2016, la empresa Miracle Mattress tuvo que retirar uno de sus anuncios publicitarios en el que comparaba sus precios al 2x1 con las Torres Gemelas, mostrando en pantalla dos pilas de colchones mientras la mujer en primer plano decía "torres gemelas, precios gemelos".
El comercial terminaba con ambas pilas derrumbándose. Entertainment Weekly alegó que "podría ser el comercial más ofensivo de la historia", al punto de la cadena tuvo que cerrar por unos días y el dueño Mike Bonnano tuvo que disculparse públicamente.